# Goussancourt
Goussancourt es una comuna francesa situada en el departamento de Aisne, de la región de Alta Francia.

## Geografía
Está ubicada a 25 km al noreste de Château-Thierry y a 28 km al suroeste de Reims.

## Demografía
| 115 | 124 | 102 | 92 | 78 | 68 | 101 | 124 |
| Para los censos de 1962 a 1999 la población legal corresponde a la población sin duplicidades (Fuente: INSEE [Consultar]) |     |     |    |    |    |     |     |